# 克嫩博爾崖
71°47′S 68°15′W / 71.783°S 68.250°W
克嫩博爾崖（英語：Cannonball Cliffs）是南極洲的懸崖，位於亞歷山大一世島東部，處於海王星冰川終點南面，海拔高度約500米，根據美國的空中照片被繪入地圖。